# Joachim-Albert de Prusse
 (mars 2015).
Si vous disposez d'ouvrages ou d'articles de référence ou si vous connaissez des sites web de qualité traitant du thème abordé ici, merci de compléter l'article en donnant les références utiles à sa vérifiabilité et en les liant à la section « Notes et références ».
Joachim-Albert de Prusse, né à Hanovre le 27 septembre 1876 et mort le 24 octobre 1939, est un prince allemand de la Maison de Hohenzollern. Il composait et ses valses militaires sont encore jouées.

## Biographie
Le prince Joachim-Albert est le fils du prince Albert de Prusse (1837-1906) et de son épouse, née princesse Marie de Saxe-Altenbourg. Son père Albert avait été choisi en 1885 pour être régent du duché de Brunswick.
Il épouse après la guerre et l'écroulement de l'Empire, le 13 septembre 1919, Marie Blich-Sulzer à Bad Ischl en Autriche. Le mariage n'est pas reconnu par la famille. Il épouse l'année d'après à Vienne, Caroline Stockhammer, dont il divorce en 1936. Il meurt sans postérité, le 24 octobre 1939, au début de la Seconde Guerre mondiale.

## Musique
Comme beaucoup d'autres membres de la famille Hohenzollern, le prince Joachim-Albert était un musicien doué. Il composait et jouait du violon. Il fait jouer devant la famille impériale à Potsdam au Nouveau Palais une valse militaire, spécialement composée pour cette réunion de famille en 1898. C'est le Kaiser Guillaume, lui-même, qui dirige l'orchestre.
Le prince est arrêté sur ordre de Gustav Noske en 1920, pour avoir provoqué une bagarre générale avec des officiers français qui avaient refusé de se lever dans un cabaret-dansant pendant que l'orchestre jouait Deutschland über alles. Les journaux s'emparent de l'affaire pour ternir la réputation du prince.
Le prince avait l'habitude de diriger ses œuvres dans des réceptions de charité à Berlin et dans les villes d'eau.
Le prince accepte une invitation à jouer ses œuvres aux États-Unis et fait une tournée en 1926.